# Ouvrage du Mordant
L'ouvrage du Mordant est un ouvrage fortifié faisant partie du système Séré de Rivières de défense de la place forte de Toul.

## Historique
Il a été construit entre 1906 et 1909 et était conçu pour accueillir jusqu'à 80 hommes, dont 4 officiers.
Laissé à l'abandon, il a été recyclé en 1964 pour servir de refuge pour chiens et chats abandonnés, et rebaptisé "refuge du Mordant".

## Description
Situé au nord-est de Toul sur la rive gauche de la Moselle en bordure du bois de Villey-Saint-Etienne, l'ouvrage s'inscrit approximativement dans un grand ovale. Il était équipé d'une tourelle de 75.

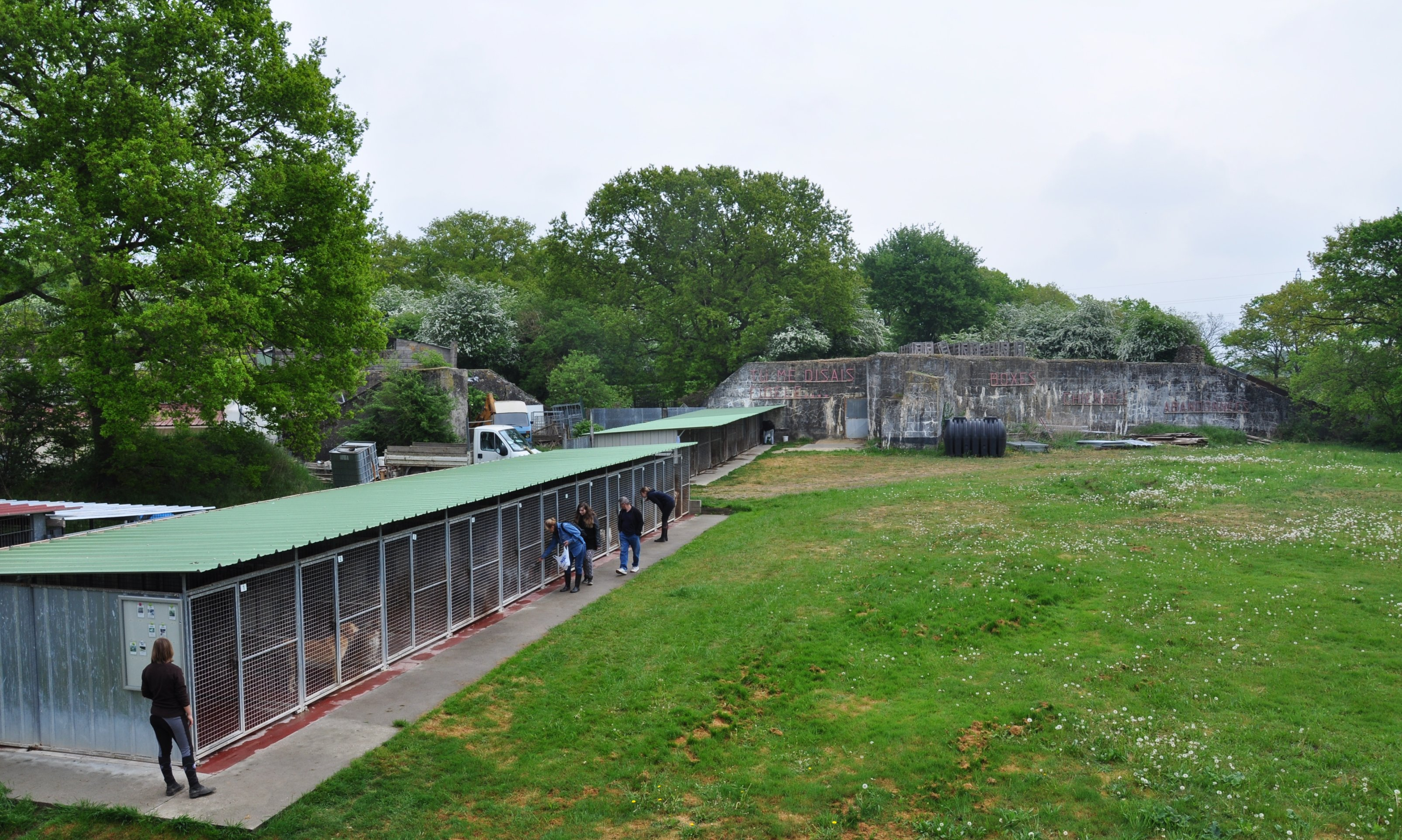
Intérieur de l'ouvrage du Mordant, avec le refuge pour chiens à gauche